# Franco Volonté
Franco Volontè (Milano, 15 giugno 1912 – Milano, 10 dicembre 1977) è stato un partigiano, sindacalista e operaio italiano. 
È stato primo segretario generale della Federazione Italiana Metalmeccanici (FIM).

## Biografia
Nato a Milano da una famiglia operaia, entra giovanissimo a lavorare negli stabilimenti dell'Isotta Fraschini Motori. Nel 1943 entra a far parte della resistenza milanese, arrivando negli anni a comandare un gruppo di 50 partigiani appartenenti alla brigata del popolo.
Dopo la liberazione entra nella FIOM, ma ne esce nel 1948 per fondare la FILLM (Federazione Italiana Liberi Lavoratori Metalmeccanici), nel 1950 la FILLM si fonde con la SILM per fondare la Federazione Italiana Metalmeccanici, affiliata alla CISL, di cui è il primo segretario generale. Mantiene l'incarico fino al 1962.
Scompare nel dicembre del 1977, a Milano. Viene sepolto al Cimitero Maggiore, ove i resti vengono poi tumulati in una celletta.